# Cantonul Richelieu
Cantonul Richelieu este un canton din arondismentul Chinon, departamentul Indre-et-Loire, regiunea Centru, Franța.

## Comune
- Assay
- Braslou
- Braye-sous-Faye
- Champigny-sur-Veude
- Chaveignes
- Courcoué
- Faye-la-Vineuse
- Jaulnay
- Lémeré
- Ligré
- Luzé
- Marigny-Marmande
- Razines
- Richelieu (reședință)
- La Tour-Saint-Gelin
- Verneuil-le-Château